# Polski Kościół Starokatolicki
Zasugerowano, aby zintegrować ten artykuł z artykułem Kościół Starokatolicki w Rzeczypospolitej Polskiej (dyskusja). Nie opisano powodu propozycji integracji.

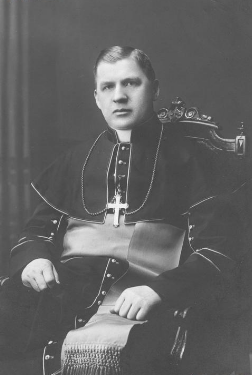
Władysław Faron, pierwszy arcybiskup Polskiego Kościoła Starokatolickiego

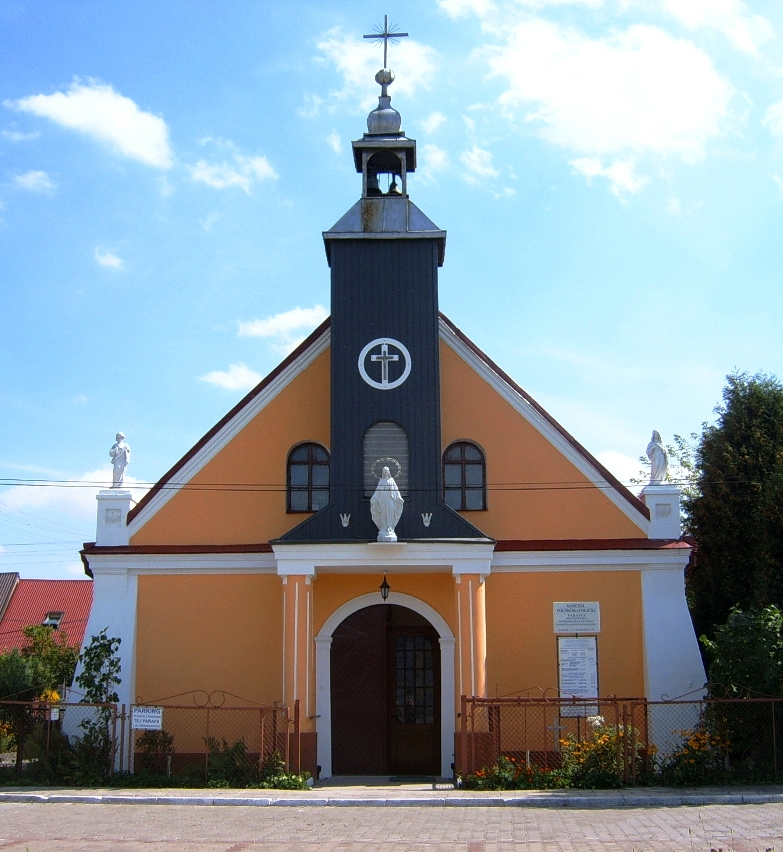
Kościół parafii polskokatolickiej w Zamościu, której proboszczem był w okresie międzywojennym Władysław Faron

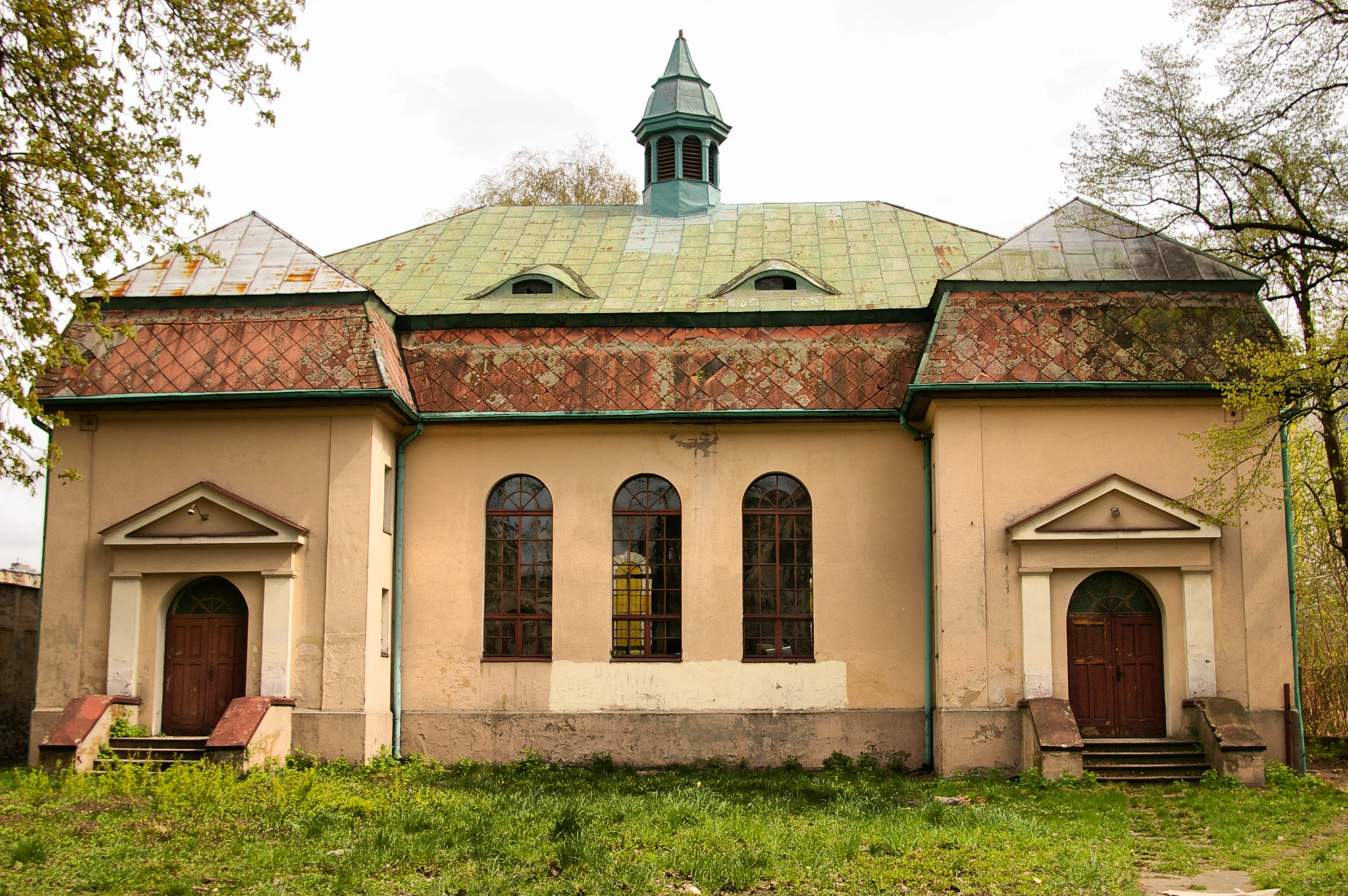
Kościół Matki Bożej Nieustającej Pomocy w Łodzi, dawna katedra Polskiego Kościoła Starokatolickiego

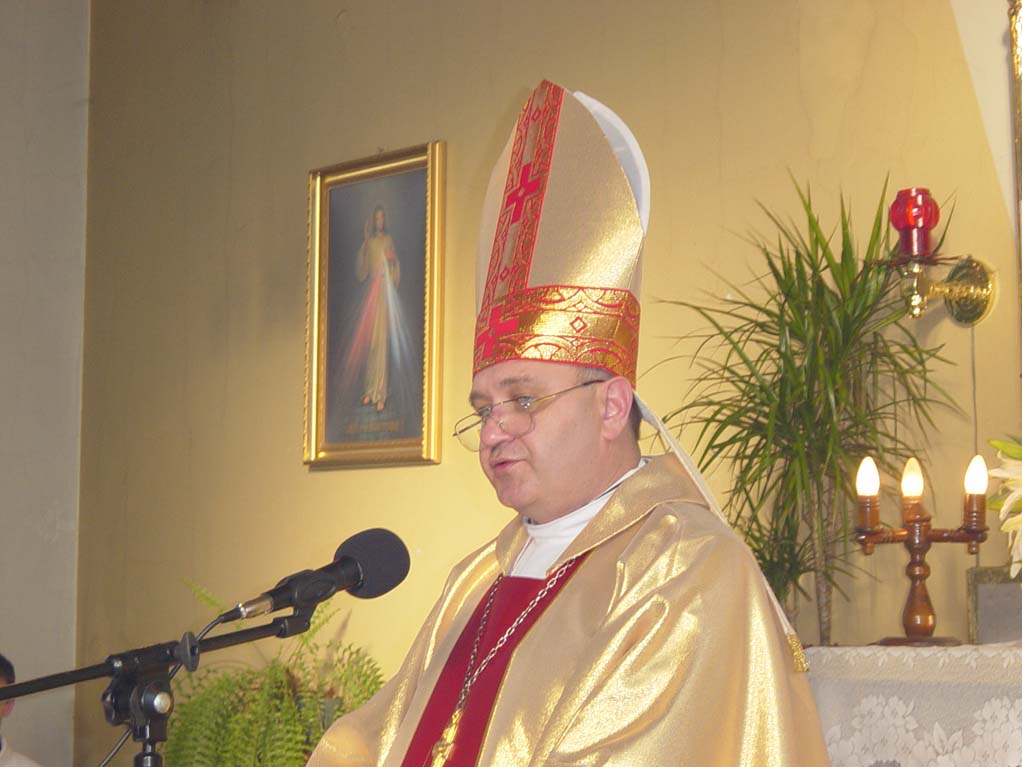
Marek Kordzik, w latach 1983–1996 biskup pomocniczy diecezji pomorskiej Polskiego Kościoła Starokatolickiego

Polski Kościół Starokatolicki (inne nazwy: Kościół Polsko-Katolicki Reformowany, Kościół Staro-Katolicki Polsko-Narodowy, Kościół Katolicki Apostolski Polsko-Narodowy, Staro-Katolicki Kościół Rzeczypospolitej Polskiej, Chrystusowy Kościół Starokatolicki) – historyczny kościół starokatolicki, który działał na terenie Polski w latach 1931–1996. Organem prasowym wspólnoty było pismo Polska Odrodzona.

## Historia

### Geneza starokatolicyzmu na ziemiach polskich
Pierwsi starokatolicy na obecnych ziemiach polskich pojawili się niedługo po Soborze Watykańskim I. W tym czasie powstały wspólnoty tego wyznania w Katowicach, Jędrzejowie i Chrzanowie.
Za pierwszą polską parafię starokatolicką uważana jest gmina wyznaniowa w Katowicach, nosząca oficjalnie nazwę – Eine katholische Parioche unter dem Name altkatholische Parioche in Kattowitz, którą założył w 1871 ks. Paweł Kamiński. Była ona jednocześnie jedną z pierwszych w Cesarstwie Niemieckim. Należała ona do Kościoła Starokatolickiego w Rzeszy Niemieckiej, a swój byt prawny opierała na dekrecie erekcyjnym Rejencji Opolskiej Królestwa Prus z 1874 roku.
W 1906 w zaborze rosyjskim na terenie Królestwa Polskiego wskutek ekskomuniki papieskiej nałożonej na Związek Mariawitów powstał Kościół Katolicki Mariawitów, który w 1909 przystąpił do Unii Utrechckiej Kościołów Starokatolickich. W 1919 swoją misję w Polsce rozpoczął Polski Narodowy Kościół Katolicki, który ukonstytuował się w 1897 w Stanach Zjednoczonych Ameryki.
Z tego ostatniego Kościoła wyodrębnił się Polski Kościół Starokatolicki.

### Polski Kościół Starokatolicki w II RP
Powstanie Polskiego Kościoła Starokatolickiego było wynikiem rozłamu w strukturach Polskiego Narodowego Kościoła Katolickiego jaki miał miejsce w 1931 na zjeździe przedstawicieli parafii narodowych w Krakowie.
Podczas tego zgromadzenia zawieszono w czynnościach biskupich, ordynariusza diecezji polskiej PNKK, Władysława Farona. Suspendowany biskup nie podporządkował się decyzjom zjazdu. Zorganizował własną denominację starokatolicką nazywaną Staro-Katolickim Kościołem Rzeczypospolitej Polskiej lub Kościołem Katolickim Apostolskim Polsko-Narodowym, a do której w późniejszym czasie przylgnęła nazwa Polskiego Kościoła Starokatolickiego. W szczytowym okresie liczyła ona: 3 biskupów, 38 księży i około 50 placówek parafialnych.
W 1933 Kościół zawarł unię kościelną z niemiecką parafią starokatolicką w Katowicach. Nie udało się jednak tego połączenia zarejestrować w Ministerstwie Wyznań Religijnych i Oświecenia Publicznego, w związku z czym w okresie międzywojennym Polski Kościół Starokatolicki nie był wpisany do rejestru kościołów i związków wyznaniowych.
W 1936 w Polskim Kościele Starokatolickim doszło do kryzysu. Władysław Faron próbował pojednać się z Polskim Narodowym Kościołem Katolickim. Jego zabiegi udaremnili jednak biskupi pomocniczy Adam Jurgielewicz i Jan Perkowski. W efekcie napięć i nieporozumień wewnątrz Kościoła doszło do rozłamu między hierarchami. Wspólnotę Władysława Farona opuścili wraz z podległymi im parafiami biskupi Jurgielewicz i Perkowski. Swary duchownych przyczyniły się również do stopnienia liczby wiernych.
Osłabiony schizmą Polski Kościół Starokatolicki przetrwał do 1939 roku. Przestał jednak praktycznie istnieć w czasie II wojny światowej, gdy w latach 1941–1945 pod zarzutem udzielania rozwodów bez zgody władz Rzeszy Wielkoniemieckiej biskup Faron został uwięziony przez niemieckiego okupanta, następnie zaś za odmowę współpracy z Gestapo zesłany do obozu koncentracyjnego.

### Polski Kościół Starokatolicki w Polsce Ludowej
Po II wojnie światowej zwolniony z więzienia biskup Władysław Faron osiadł w Legionowie, gdzie stworzył parafię starokatolicką, wybudował kościół przy dzisiejszej ul. Piłsudskiego i rozpoczął pracę nad rozwojem struktur swojej denominacji.
W 1945 kierownictwo Chrześcijańskiej Rady Ekumenicznej zaproponowało utworzenie na terenie Polski starokatolickiego Kościoła unijnego i podjęło decyzje o mianowaniu jego zwierzchnikiem biskupa Farona. Nowe wyznanie miało przyjąć nazwę Polski Starokatolicki Kościół. Wkrótce okazało się jednak, że zjednoczeniem zainteresowane są tylko Polski Kościół Starokatolicki i Starokatolicki Kościół Mariawitów. Odmowa Polskiego Narodowego Kościoła Katolickiego na stworzenie unii starokatolickiej w Polsce spowodowała, że Polski Kościół Starokatolicki musiał starać się o rejestrację oddzielnie. W tym czasie centrum religijne Kościoła zostało przeniesione do Łodzi. Zorganizowano też biskupstwo we Wrocławiu, które objął miejscowy proboszcz starokatolicki, Zygmunt Szypold.
5 września 1947 Polski Kościół Starokatolicki otrzymał rejestrację swojej działalności w Polsce. W 1948 wspólnotę opuścił biskup Władysław Faron, który przeszedł do Kościoła rzymskokatolickiego. Nowym zwierzchnikiem Polskiego Kościoła Starokatolickiego został biskup Zygmunt Szypold. Przewodził on Kościołowi do 1964, po czym również przystąpił do Kościoła rzymskokatolickiego.
W 1948 siedzibą władz Polskiego Kościoła Starokatolickiego został Wrocław. W tym czasie starokatolicy skupili swoją główną działalność na południu Polski. Byli obecni jednak również w innych regionach. Po przystąpieniu do ich wspólnoty biskupa obrządku wschodniego, Ignacego Wysoczańskiego zorganizowali na Mazurach placówkę misyjną wśród bezpopowców. Podjęte zostały także kroki w celu stworzenia w ramach Kościoła wspólnot zakonnych. W tym celu biskup Zygmunt Szypold utworzył żeńskie zgromadzenie strokatolickich sióstr franciszkanek. Starokatolicy prowadzili dialog międzywyznaniowy z Kościołami za granicą. W 1957 zawarta została unia kościelna Polskiego Kościoła Starokatolickiego z Kościołem Prawosławnym Starego Obrządku w Rumunii. W tym samym czasie zawarto również unię z Kościołem Starokatolickim Węgier.
Po opuszczeniu Polskiego Kościoła Starokatolickiego przez biskupa Zygmunta Szypolda w strukturach organizacyjnych wspólnoty doszło do kryzysu. Koadiutor Ignacy Wysoczański nie otrzymał od władz Polski Ludowej zgody na objęcie zwierzchnictwa. W samym Kościele podważano też ważność jego sakry biskupiej.
Problemy te wykorzystały władze Polskiej Rzeczypospolitej Ludowej. Gdy Kościół nie zdecydował się na wybór lojalnego władzom biskupa, zdelegalizowały wspólnotę w 1965, powołując się na brak w niej władzy zwierzchniej.

### Kościół podziemny
Usunięcie Kościoła z państwowego rejestru było dla niego bardzo dotkliwe materialnie. Polski Kościół Starokatolicki utracił w związku z tą decyzją administracyjną wiele obiektów sakralnych, które zostały przekazane Kościołowi Polskokatolickiemu oraz Kościołowi rzymskokatolickiemu. Do zabranych świątyń należały między innymi: kaplica w Jeleniej Górze, kościół w Cieplicach, kościół w Mysłakowicach, kościół w Janowicach Wielkich, dwa kościoły w Kamiennej Górze, trzy kościoły we Wrocławiu, kościół katedralny w Łodzi, kościół w Warszawie, kaplica w Jędrzejowie, kościół w Zamościu.
Po delegalizacji Polski Kościół Starokatolicki utracił także znaczną część duchowieństwa i wiernych, którzy konwertowali do Kościołów: polskokatolickiego, prawosławnego i rzymskokatolickiego. Pewna grupa postanowiła jednak działać nieformalnie i mimo braku zgody władz państwowych kontynuowała działalność religijną w podziemiu. Ordynariuszem tajnych struktur Polskiego Kościoła Starokatolickiego został Ignacy Jan Wysoczański. Niestety, trudno jest nawet w obecnych czasach dotrzeć do dokumentów i literatury dotyczącej działalności katakumbowego Polskiego Kościoła Starokatolickiego.
Wiadomo, że wspólnota ta na samym początku swojego istnienia podzieliła się na dwa nurty. Część wiernych pozostała wierna tradycji łacińskiej i doktrynie starokatolickiej, część opowiedziała się za obrządkiem bizantyjskim i doktryną staroobrzędowców. Na czele pierwszej grupy stanął biskup Piotr Bogdan Filipowicz, ordynariat drugiej objął arcybiskup Ignacy Jan Wysoczański. W 1965 na skutek schizmy Filipowicz usamodzielnił się i utworzył Kościół Staro-Katolicki w PRL. 
W 1967 w Polskim Kościele Starokatolickim powołano trzy diecezje: pomorską, śląsko-dąbrowską i warszawską. Nawiązano współpracę z Pozajurysdykcyjnym Zakonem Mariawitów w Niemczech. W tym czasie wśród największych ośrodków Kościoła wymieniano: Cieplice, Jelenią Górę, Kraków, Łagów, Warszawę oraz Wrocław.

### Polski Kościół Starokatolicki na Obczyźnie
Po zdelegalizowaniu w 1965 Polskiego Kościoła Starokatolickiego część jego wiernych po latach znalazła się na emigracji. W 1977 w Republice Federalnej Niemiec grupa polskich starokatolików pod zwierzchnictwem księdza Klaudiusza Perendyka powołała Polski Kościół Starokatolicki na Obczyźnie. Wspólnota ta odwoływała się do doktryny mariawityzmu i utrzymywała kontakty z Kościołem Starokatolickim Mariawitów.
3 lipca 1978 Kościół otrzymał rejestrację prawną w Republice Federalnej Niemiec. Został przyjęty do Niemieckiej Rady Ekumenicznej. W 1980 wspólnotę wizytowali duchowni mariawiccy z Polski Antoni Maria Roman Nowak i Przemysław Maria Sławomir Rosiak.
Polski Kościół Starokatolicki na Obczyźnie liczył kilkuset wiernych skupionych w parafiach w: Hamburgu, Bonn i Kolonii. Rozkwit wspólnoty miał miejsce po wprowadzeniu stanu wojennego w Polsce, gdy z pomocy i posługi religijnej korzystało w nim wielu uchodźców. W 1984 Kościół utracił swoją niezależność i przeszedł pod jurysdykcję Apostolskiego Katolickiego Asyryjskiego Kościoła Wschodu.
Jego były zwierzchnik ksiądz Klaudiusz Perendyk w 1986 został duchownym prawosławnym i opiekował się do śmierci parafią Polskiego Autokefalicznego Kościoła Prawosławnego w Hamburgu.

### Ponowna rejestracja Kościoła
W 1993 w Jeleniej Górze odbył się Nadzwyczajny Synod Polskiego Kościoła Starokatolickiego. W trakcie obrad tego zgromadzenia postanowiono odsunąć od władzy dotychczasowego zwierzchnika Kościoła Staro-katolickiego w PRL arcybiskupa Bogdana Filipowicza. Postanowiono też zalegalizować Kościół w nowej rzeczywistości ustrojowej i zarejestrować go pod nazwą Niezależny Kościół Katolicki.
Na synodzie wybrano administratorem Kościoła księdza Wojciecha Kolma. W grudniu 1993 złożono w Ministerstwie Spraw Wewnętrznych wniosek o rejestrację związku wyznaniowego, którą jednak administracja państwowa odrzuciła w 1995 roku. W odmowie urzędnicy zasugerowali, że nazwa Kościoła powinna nawiązywać nie do katolicyzmu, ale do starokatolicyzmu.
Ponowny wniosek o rejestrację Kościoła został rozpatrzony w 1996 roku. Po jego akceptacji przez ministerstwo wspólnota przyjęła nazwę Kościół Starokatolicki w RP.

## Nauka Polskiego Kościoła Starokatolickiego
Nauka Polskiego Kościoła Starokatolickiego nie odbiegała od wiary i tradycji Kościoła katolickiego. W sprawowaniu liturgii posługiwano się kalendarzem roku kościelnego. Najwyższą cześć Kościół oddawał Bogu w Trójcy Świętej. Kościół oddawał też cześć: aniołom, apostołom, męczennikom i świętym, a wśród nich w szczególny sposób Maryi. Kościół uznawał siedem sakramentów. Eucharystia sprawowana była pod dwiema postaciami: Ciała i Krwi Pańskiej. W Polskim Kościele Starokatolickim były sprawowane dwie formy spowiedzi: indywidualna oraz ogólna. Do spowiedzi indywidualnej zobowiązane były przystępować dzieci oraz młodzież do lat 18.

## Zwierzchnicy Polskiego Kościoła Starokatolickiego
- 1931–1947 – abp Władysław Faron
- 1948–1964 – bp Zygmunt Szypold

| nurt starokatolicki: - 1964–1965 – bp Piotr Filipowicz (od października 1965 r. Zwierzchnik Kościoła Staro-katolickiego w PRL) - 1993–1996 – bp Wojciech Kolm | nurt staroobrzędowy: - 1965–1975 – abp Ignacy Wysoczański - 1975–1990 – bp Jakub Malczewski - 1990–1993 – bp Tadeusz Nasierowski |